# Vrooom
Vrooom es un EP de la banda de rock progresivo King Crimson lanzado en 1994, compañero del álbum de 1995 THRAK.
Todas las pistas de Vrooom (a excepción de "Cage" y "When I Say Stop, Continue") reaparecen en THRAK en distintas versiones. Las versiones de  THRAK contiene mezclas mucho más claras (separando instrumentos), mientras que las versiones de Vrooom son más de directo.

## Lista de canciones
1. "Vrooom" (Adrian Belew, Bill Bruford, Robert Fripp, Trey Gunn, Tony Levin, Pat Mastelotto) – 7:16
2. "Sex Sleep Eat Drink Dream" (Belew, Bruford, Fripp, Gunn, Levin, Mastelotto) – 4:42
3. "Cage" (Belew, Bruford, Fripp, Gunn, Levin, Mastelotto) – 1:36
4. "Thrak" (Belew, Bruford, Fripp, Gunn, Levin, Mastelotto) – 7:19
5. "When I Say Stop, Continue" (Belew, Bruford, Fripp, Gunn, Levin, Mastelotto) – 5:20
6. "One Time" (Belew, Bruford, Fripp, Gunn, Levin, Mastelotto) – 4:25

## Personal
- Robert Fripp – guitarra
- Adrian Belew – guitarra, voz
- Tony Levin – bajo, stick
- Trey Gunn – stick
- Bill Bruford – batería, percusión
- Pat Mastelotto – batería, percusión